# Ecnomus pseudotenellus
Ecnomus pseudotenellus is een schietmot uit de familie Ecnomidae. De soort komt voor in het Oriëntaals gebied.